# Нижні Ірх-Сірми
Нижні Ірх-Сірми́ (рос. Нижние Ирх-Сирмы, чув. Лапри Упакасси) — присілок у складі Маріїнсько-Посадського району Чувашії, Росія. Входить до складу Першочурашевського сільського поселення.
Населення — 35 осіб (2010; 48 у 2002).
Національний склад:
- чуваші — 90 %